# Шуменський університет Костянтина Преславського
Шуменський університет Костянтина Преславського (болг. Шуменски университет «Епископ Константин Преславски») — університет у Болгарії, названий на честь Костянтина Преславського, учня святих Кирила і Мефодія. Був заснований 1971 року як педагогічний інститут, а 1995 року перетворений на класичний університет.

## Огляд
Університет був заснований як Вищий педагогічний інститут указом Державної ради Народної Республіки Болгарія в 1971 році. У 1995 році він був перетворений в Шуменський університет Костянтина Преславського.
Шуменський університет Костянтина Преславського — один із п'яти класичних університетів Болгарії. У ньому викладають понад 500 викладачів, навчаються понад 7000 студентів за приблизно 100 бакалаврськими та магістерськими програмами, які викладаються на п'яти факультетах:
- Гуманітарний факультет
- Факультет математики та інформатики
- Факультет природничих наук
- Факультет технічних наук
- Педагогічний факультет

Існує коледж у Добричі та Департамент інформації та підвищення кваліфікації вчителів у Варні.
Університетське видавництво Костянтина Преславського видає багато навчальної та навчальної літератури. Університет має одну з двох університетських астрономічних обсерваторій в країні.
Університет Костянтина Преславського має п'ять навчальних корпусів, чотири гуртожитки, ігрові майданчики, басейни, фітнес-центри, місця для відпочинку та розваг.